# 陈俊生 (政治人物)
陈俊生（1927年5月11日—2002年8月8日），男，汉族，黑龙江桦南人，中国共产党、中华人民共和国政治人物，原副国级领导人。曾任第九届全国政协副主席，国务委员，中共第十三届、十四届中央委员。

## 生平
1946年8月参加革命。1947年4月加入中国共产党。曾担任合江省依东县二区委组织委员，桦南县五道岗区委书记，桦南县委宣传部副部长，合江省委组织部、宣传部干事。1949年5月起，相继担任黑龙江省三位省委书记的秘书。
1950年至1957年，历任绥化县委常委、宣传部部长，富裕县委副书记、代理书记，克山县委书记。
1964年后，历任中共黑龙江省委宣传部副部长，省委常委、副秘书长，省委政策研究室副主任，省委办公厅副主任、主任。1978年8月起，先后担任黑龙江省委常委、秘书长，省委书记（当时有省委第一书记），省委副书记。其间，兼任齐齐哈尔市委书记。
1984年8月，已在黑龙江工作38年的陈俊生调任中华全国总工会副主席、书记处书记、党组副书记。
1985年9月起，陈俊生历任中共中央书记处农村政策研究室副主任，国务院机关党组书记、国务院秘书长（其间赵紫阳于1987年11月24日辞去国务院总理职务，由李鹏任代总理）。
1988年4月任国务委员。他还先后兼任中央国家机关党委书记、中央国家机关工委书记、全国“双拥”工作领导小组组长、国家防汛抗旱总指挥部总指挥、国务院贫困地区经济开发领导小组（后改为国务院扶贫开发领导小组）组长、中华全国供销合作总社理事会主任。
1998年3月，陈俊生当选为中国人民政治协商会议第九届全国委员会副主席，任中共全国政协党组副书记。
2002年8月8日1时27分在北京病逝，享年75歲。